# Ricardo Mur Saura
 Ricardo Mur Saura  (Zaragoza, 1962) es un antropólogo español, sacerdote y escritor en lengua aragonesa.

## Biografía
Aunque nacido en Zaragoza en 1962, pasó su niñez en el pueblo pirenaico de Panticosa. 
Emitió sus primeros votos en la Orden de las Escuelas Pías de Peralta de la Sal el año 1981. Cursó Magisterio y Filosofía en Zaragoza, Teología en Salamanca y en Zaragoza la carrera eclesiástica. Amplió estudios en Geografía e Historia en la UNED de Barbastro, especializándose después en religiosidad popular, arquitectura románica y etnología.
Destinado en 1987 a Jaca, recibió ahí la ordenación diaconal el 15 de octubre de 1988 y la ordenación sacerdotal el 13 de mayo de 1989 como sacerdote escolapio. Fue párroco de Banaguás, Guasillo y Asieso; capellán de la Virgen de la Cueva de Oroel y del Voto de San Indalecio en San Juan de la Peña; y profesor y director de internos del colegio escuelas Pías de Jaca. En 1999 fue nombrado párroco de Agüero, Murillo de Gállego y otros núcleos de la zona del pantano de la Peña. También ha sido delegado diocesano de Peregrinaciones y Turismo Religiosos en la diócesis de Jaca.
Fue nombrado párroco de las parroquias de El Salvador y de San Pedro de Biescas en 2002 y, también, de las parroquias de Oliván, Casbas, Susín, Berbusa, Ainielle, Búbal, Polituara, Saqués, Piedrafita de Jaca y Hoz de Jaca. A nivel diocesano es en la actualidad delegado diocesano de medios de comunicación social y director de la publicación “Iglesia en Jaca”. Dirige el programa "El Espejo" de la Cadena COPE en Jaca. También es miembro del Consejo del Presbiterio (períodos 2016-2022 y 2022-2027), del Consejo Diocesano de Pastoral (períodos 2016-2022 y 2022-2027), arcipreste del arciprestazgo de Biescas (período 2022-2027) y miembro de la Comisión Diocesana para el sostenimiento de la iglesia (desde abril de 2023).
Su actividad docente la realiza como profesor de Religión en el CRA Alto Gállego, en el IES Biello Aragón en Sabiñánigo y en la Escuela de Teología del Obispado de Jaca.

## Obra
Entre los libros que ha publicado, destacan:
- O mundo de ro ninón... en Panticosa (Zaragoza, 1981)
- Geografía medieval del voto a San Indalecio (Jaca, 1991)
- En torno a la Virgen de la Cueva (Jaca, 1992)
- Con o palo y o ropón. Cuatro estampas inéditas sobre el culto de Santa Orosia (Jaca, 1995)
- Detrás de Uruel. Por los pueblos de Mosen Benito (Zaragoza, 1996)
- Viaje al fin del mundo: (un recorrido en el espacio y en el tiempo por la cabecera del Río Asabón) (Huesca, 1998)
- Pirineos. Montañas Profundas (Huesca, 2002)
- Pirineo adentro (Huesca, 2003)
- Aquers tiampos tan enrebullatos (Zaragoza, 2004)
- 275 años de presencia escolapia en Jaca (Zaragoza, 2010)
- Diccionario Panticuto-Castellano (2014)
- Unos que mueren, otros nacerán. Ocho historias en Ochos (2019)
- Homo religiosus en el Pirineo (2024)

También es autor de una traducción del Nuevo Testamento al aragonés central publicada en 2013 bajo el título de Nuebo Testamén n'Aragonés. 
En el ámbito litúrgico, destacan, también, las revisiones que ha efectuado con el fin de actualizar el lenguaje y las categorías teológico-pastorales en la Novena a Santa Elena Emperatriz y en la Novena a Santa Orosia
Además ha publicado, unos quinientos artículos de temas de arte, lengua, historia y antropología en distintas revistas y publicaciones, entre las que destacan:
- "Un cuadro de la Virgen de la Cueva en la Catedral de Jaca" (1990)[4]
- "Aires medievales en la Virgen de la Cueva" (1990)[5]
- "La Fuente de los Baños Reales y los Lavaderos de Jaca" (1991)[6]
- "Historia de Satué de Arto y Blasco de Sandiás" (1994)[7]
- "Artosilla, en el corazón de La Guarguera" (1995)[8]
- "Ibort, en tierras del Gállego" (1996)
- "Susín y la ermita de Nuestra Señora de las Eras" (1997)[9]
- "Medianeta, un despoblado de Soduruel" (1998)
- "Por la sierra de Estaún" (1999)
- "Ubicación de los monasterios aragoneses" (2000)
- "Viaje a la cuna de Santa Orosia" (2002)
- "Seis ermitas ignotas alrededor de Biescas (I)" (2006).[10]
- "Seis ermitas ignotas alrededor de Biescas (II)" (2006).[11]
- "1882 - 2007: Evolución de la piedad popular en tierras de Jaca" (2007)[12]
- "Memoria sobre el camino histórico de Jaca a Yebra de Basa: o camino del pastor" (2008).
- "Paseos invernales desde Monrepós (I). Ermita de Nuestra Señora de Ordás" (2009).[13]
- "Jocalías de Santa Elena" (2012).[14]
- "Las Pardinas de Fatás" (2013).[15]
- "La Virgen sin la cueva" (2013).[16]
- "Una rápida excursión en el Valle de Acumuer" (2014).[17]
- "Una visita a las ruinas del monasterio de Rava" (2015).[18]
- "Viaje en el espacio y en el tiempo a Santa Marina de Berroy" (2016).[19]
- "El despoblado de Viñuales (o Biñuals)" (2016).[20]
- "Crismones en el valle de Tena" (2017)[21]
- "Las romerías de Santa Orosia (1ª parte)" (2018).[22]
- "Acisclo y Cornelio, santos de los que nadie sabe nada" (2019)[23]
- "Las romerías de Santa Orosia (2ª parte)" (2019).[24]
- "Claraco, a media legua de Jaca" (2022).[25]
- "Un mapa de la Diócesis de Jaca de 1898" (2022).[26]
- "Onomástica orosiana" (2023)
- "Ermita de San Antón de Canfranc, ¿Ubi fuit?" (2023).[27]
- "Santos patronos de la República Checa" (2024)[28]
- "El ciclo de la infancia" (2024)[29]
- "¿Cómo llegó Santa Orosia a las Cinco Villas?" (2025)[30]

Desde 1992, publica semanalmente pequeños artículos en el periódico local El Pirineo Aragonés, siguiendo la siguiente secuencia temática:
- Civilización pirenaica (18 de septiembre de 1992 a 22 de octubre de 1993)
- Pueblos que fueron (29 de octubre de 1993 a 1 de marzo de 1996)
- Montañas profundas (8 de marzo de 1996 a 18 de enero de 2002)
- De toponimia jacetana (25 de enero de 2002 a 9 de marzo de 2007)
- Ermitas y santuarios vivos en la diócesis de Jaca (16 de marzo de 2007 a 9 de marzo de 2012)
- Historia de la diócesis de Jaca (16 de marzo de 2012 a 15 de enero de 2016)
- Historias a la luz de las velas (desde el 22 de enero de 2016)